# Freddy Mamani
Pour les articles homonymes, voir Mamani (homonymie).

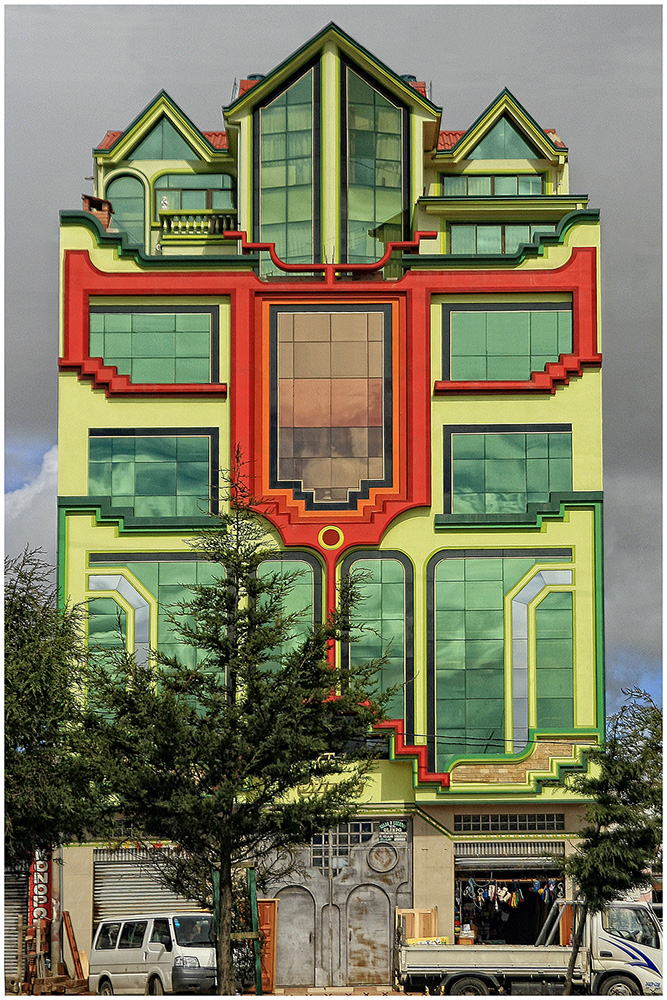
cholet

Freddy Mamani est un architecte bolivien né en 1971 dans le village de Catavi. Son architecture se reconnaît à son usage de couleurs vives et de références à la culture aymara.

## Biographie
Freddy Mamani est issu d'une famille aymara. Son père a été un maçon réputé et l'a très tôt emmené sur les chantiers. Il aurait commencé à travailler à l’âge de 14 ans comme assistant maçon. Il devient ouvrier en bâtiment et construit environ 100 maisons autour de La Paz avant de faire des études d'ingénieur et enfin se former à l'architecture,. En 2014 il fonde sa propre entreprise d'architecture (entièrement familiale) et qualifie lui-même son architecture de « néo-andine ».

## Architecture

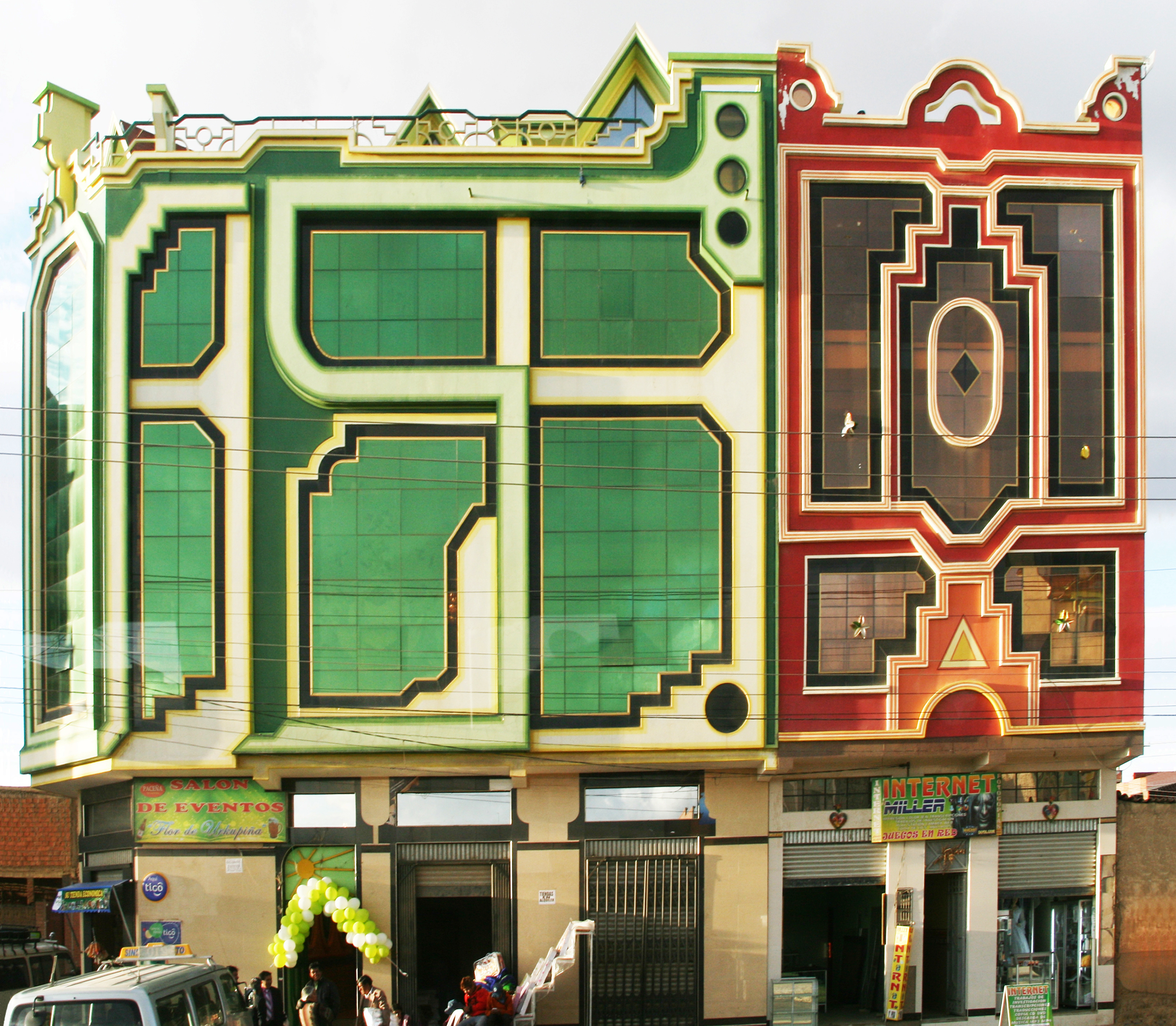
Exemple de cholet à El Alto, commune de La Paz.

L'architecture de Freddy Mamani est d'abord, et aussi surprenant que cela puisse paraître, une architecture monochrome. En effet, Mamani ne définit pas l'ensemble du projet architectural avant de le réaliser. Ce qu'il définit c'est l'ossature du bâtiment faite de béton et de remplissage en briques. C'est seulement une fois l'ossature installée qu'il applique in situ les ornementations, dont les couleurs qui font sa renommée.

### Lecholet
En s'inspirant de la culture aymara, Freddy Mamani a donné naissance à un nouveau type d'édifice : le cholet. Le terme vient de la contraction de « cholet cholo » qui signifie chalet bolivien. L'immeuble attribue des fonctions spécifiques pour chaque niveau avec des commerces, salles de sport ou restaurants au niveau de la rue, d'une propriété résidentielle au sommet et des habitations locatives entre les deux,. Mamani qualifie ses constructions d'autodurables car elles doivent être en mesure de générer un revenu. Les Cholet sont prisés par la nouvelle bourgeoisie Aymara qui a connu son essor avec l'arrivée au pouvoir d'Evo Morales et qui entend ainsi afficher son opulence.